# Nam nam
"Nam nam" er en sang af den danske gruppe Shu-bi-dua og er fra deres tredje album, Shu-bi-dua 3. Melodien stammer fra nummeret "Willie and the Hand Jive" (1958) skabt af den amerikanske sanger og musiker Johnny Otis og er ligeledes inspireret af Don Langs "6-5 Hand Jive" fra rock and roll-programmet Six-Five Special, sendt på britisk tv (BBC) i perioden 1957-58. Shu-bi-duas tekst fortæller om en erotisk dans, nam nam, der tilsyneladende er opstået som en ny dille blandt mennesker i Danmark. Der gives også anvisninger til, hvordan man skal danse den: "Nam bør danses med en partner, musikken er ’Den gamle gartner´, og én to tre så går det løs, hop op på ryggen af din tøs", synger Michael Bundesen. 
Nam nam-dansen er i virkeligheden en eufemisme for sex, mener forskere fra Det Danske Sprog- og Litteraturselskab.: "Nam gør huden hård på låret, nam bør danses hele året", lyder det videre i sangen. Teksten er humoristisk sat sammen, og der optræder ord som "combifreaks", "tissekoner" og "hiv og sving" i linjerne, hvilket er kendetegnende for de tidligste Shu-bi-dua-sange,

## Udgivelsen
Nummeret udkom som LP-single i 1976 og havde "Tryk på" som A-side. "Nam nam" har været spillet gentagende gange af Shu-bi-dua ved koncerter gennem årene, sidste gang i 2011.

## Medvirkende
- Michael Bundesen: Sang, mundharmonika
- Michael Hardinger: Guitar, kor
- Claus Asmussen: Guitar, kor
- Jens Tage Nielsen: Klaver, el-orgel, kor
- Bosse Hall Christensen: trommer
- Niels Grønbech: Bas